# Castell dels Alcalans
El Castell dels Alcalans de Montserrat, es localitza sobre un esperó o corda de vessant, que separa les diferents depressions o barrancs per on es produeix el vessament d'aigües d'una vessant, que forma la vall dels Alcalans (del qual pren el seu nom), a l'est, que és el costat més accessible i en el qual es desenvolupa el sistema defensiu. Se situa al marge esquerre del riu Magre, davant de la lloma Plana i les llomes dels Castellars, dins el terme municipal de Montserrat (València), a la comarca de la Ribera Alta. Ocupa el cim d'un dels turons meridionals de la serra Falaguera, a la partida dels Castellars, prop de la cova Fumada, que fa de divisòria amb el terme de Llombai.
Està catalogat per declaració genèrica com Bé d'Interès Cultural, presentant anotació ministerial número : RI - 51-0010504, i data d'anotació 16 de novembre de 1999, segons consta a la Direcció General de Patrimoni Cultural de la Generalitat Valenciana.

## Història
El castell es considera d'origen àrab, possiblement (atenent a les restes de ceràmica que s'han trobat en les excavacions arqueològiques dutes a terme) sobre un assentament iber anterior. És considerat com una mostra de la fesomia d'un típic castell o fortificació islàmica, tot i que actualment només queden restes (alguns llenços del que foren les seves muralles, així com els basaments de les que van ser les seves torres) del que va ser en el seu dia va ser un important punt de defensa de la zona. Al segle xi un rei de l'Emirat de Balànsiya va decidir construir un castell que permetés controlar els cultius existents a prop del riu Magre. Va arribar a ser un important castell taifal, que citava fins i tot en la Crònica d'Alfons X (en la qual es narra com Rodrigo Díaz de Vivar, en una de les accions militars pel regne de València, va capturar al seu alcaid, fet que va donar nom al lloc com Vall d'Alcal, conegut més tard com la Vall dels Alcalans).
El Castell a més de la defensa de la zona, també era utilitzat per a les tasques de recol·lecta d'impostos agrícoles i ramaders de la vall d'Alcalá en època musulmana. Aquest cobrament d'impostos queda reflectit en el Llibre del Repartiment. L'imperi almoràvit va començar a tenir problemes de cohesió tan aviat i ràpidament com anteriorment s'havia produït la seva aparició. Aquesta circumstància l'aprofità Alfons el Bataller, que va pactar aliances amb musulmans reticents als nous califes almoràvits, amb la intenció d'ocupar Balansiya (València). Es va produir llavors una resposta per part dels almoràvits que van portar del Marroc un exèrcit per fer front a aquesta aliança. La batalla va tenir lloc el 1129 al Castell dels Alcalans, i d'en ella es va produir la derrota dels almoràvits. Aquesta derrota va desprestigiar als almoràvits de Xarq al-Àndalus i, poc després, es proclamarien uns segons regnes de taifa en Sharq al-Andalus (a partir de 1144 en Balansiya), això si es té en compte el poeta valencià-musulmà Ibn al-Abbar.
Així, després de la Reconquesta Monserrat va ser donada a 1240 a Eiximén de Tovià, i, poc després, Joan Brusca li va atorgar carta de poblament a 1245. Amb el pas dels anys, passa d'unes mans a unes altres, fins que la família Pérez de Calataiud passés a ser la propietària. En 1763 es va integrar al ducat de Villahermosa fins a l'abolició dels senyorius.

## Descripció
El Castell va haver d'estar construït amb roca calcària, i havia de presentar un doble emmurallament amb torres que reforçaven els flancs. Les restes trobades a la zona, indiquen la rellevància de la fortalesa d'Alcalá va haver d'aconseguir en la seva època.
Encara pot distingir que l'estructura s'articula en dos recintes als que normalment s'anomenen recites superior i inferior, tenint en compte la seva localització topogràfica. El recinte superior (anomenat Alcassaba per alguns autors o torre de l'Homenatge o celòquia per altres), havia de tenir, com era costum, un marcat caràcter militar i residencial simultàniament. Presentava una planta rectangular, amb pati a cel obert, i es completava el conjunt amb un pràctic aljub, així com altres dependències, que són motiu d'estudi encara.
Per la seva banda, el recinte inferior, presentava una subdivisió en dues parts, d'una banda un gran albacar que envoltava el recinte superior pel nord, oest i sud; mentre a l'est hi havia una zona per a fer competició, que es trobava defensada per un aler o muralla, del qual s'han conservat restes que arriben als tres metres d'altura.
Respecte al període de la seva construcció, aquesta sembla es va dur a terme almenys en dues fases constructives, una primera, que podria considerar-se com la fundacional, que és la més antiga, la que es va iniciar al segle xi, associada a la taifa de València; i una segona etapa,. Iniciada al segle xii i que s'estendria fins al segle xiii, coincidint amb el període almohade, en la qual es duria a terme obres de reforç del sistema defensiu, sobretot a la zona est del castell ja existent.